# 湯利 (印第安納州)
湯利（英語：Townley）是位於美國印地安納州艾倫縣的一個非建制地區。該地的面積和人口皆未知。

## 地理
湯利的座標為41°01′05″N 84°51′50″W / 41.01806°N 84.86389°W，而該地的平均海拔高度為235米（即771英尺）。